# Cynometra inaequifolia
Cynometra inaequifolia é uma espécie vegetal da família Fabaceae.
Pode ser encontrada na Malásia, nas Filipinas e possivelmente na Tailândia.
Está ameaçada por perda de habitat.